# Rudolf Dombi
Rudolf Dombi, född den 9 november 1986 i Budapest, Ungern, är en ungersk kanotist.
Han tog OS-guld i K2 1000 meter i samband med de olympiska kanottävlingarna 2012 i London.